# دیانتسه
دیانتسه (به صربی: Dejance) یک منطقهٔ مسکونی در صربستان است که در ترگوویشته واقع شده‌است. دیانتسه ۵۷ نفر جمعیت دارد.